# Csőhengerlés
A csőhengerlés összefoglaló név alatt a varrat nélküli acélcsövek képlékeny alakító módszereit értik. Varrat nélküli csövek gyártására számos eljárást fejlesztettek ki, mint például a Mannessmann-féle és az Ehrhardt-féle eljárást. Varratmentes csöveket elő lehet állítani más képlékeny alakítási műveletekkel:  kisajtolással és kovácsolással is.
Az acélcsőgyártás kiinduló anyaga kör, hat- vagy nyolcszögű öntött tuskó vagy hengerelt, illetve folyamatosan öntött négyzet- vagy körszelvényű buga.

## Mannesmann-féle csőgyártás

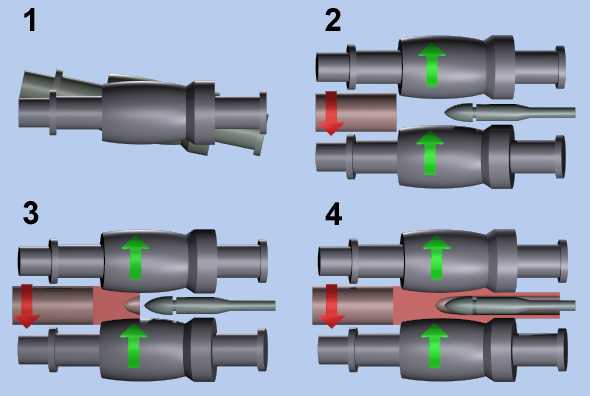
A ferdehengerlés elve

A Mannessmann-módszernél a lyukasztást ferdehengersoron, a nyújtást pedig pilgerhengersoron végzik.

### Mannesmann-féle lyukasztó ferdehengerlés
Az eljárást a Mannesmann testvérek dolgozták ki 1885-ben. Lényege, hogy a kör alakú tuskó két, egymással szöget bezáró és azonos irányban forgó kettős kúpos henger közé kerül. A darab kettős mozgást végez: egyrészt forog, másrészt – a hengerek ferde helyzetéből következően – előrehalad, összességében csavarvonal-szerű mozgást ír le. A forgás miatt a darab közepén állandóan változó csúsztatófeszültségek hatnak, aminek következtében a darab közepe felszakad. A felszakadt üreget egy, a darab tengelyvonalában elhelyezett dugóval feltágítják és szabályossá teszik.
Az eljárás eredménye egy vastag és némiképp egyenlőtlen falvastagságú hüvely, amit további nyújtásnak kell alávetni. 
Az alakítást speciális hengerállványban végzik. A hengerek egymás mellett helyezkednek el, a hengerállványok „ablakának”, azaz a csapágytőke nyílásának eltérő magassága biztosítja a hengerek ferde helyzetét. Egyes állványokon a hengerek ferdeségét állítani lehet. A darab hengerek közötti pozicionálását alul és felül csúszó, görgős vagy tárcsás támaszokkal biztosítják. A hengersor része még a kifutó oldalon a dugótámasz és a görgősor.

### Pilger rendszerű csőnyújtó hengerlés

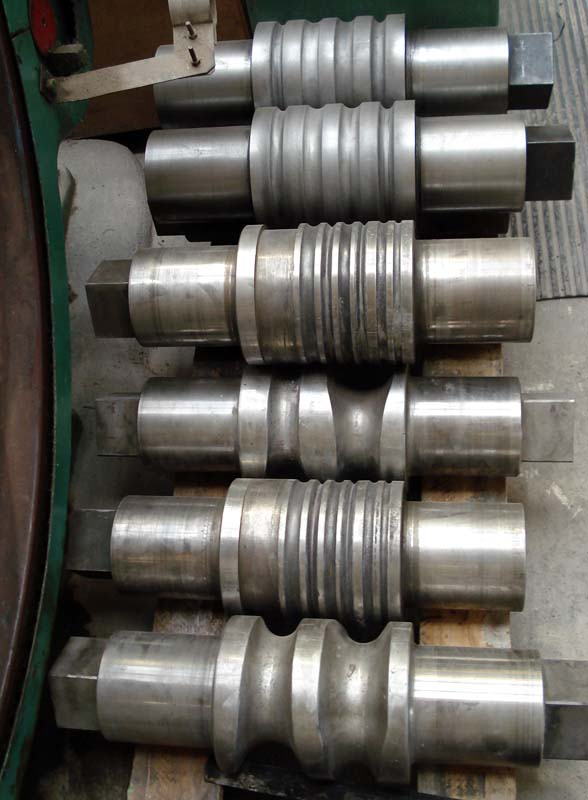
Kísérleti hengerek (alulról az első és a harmadik pilgerhenger)

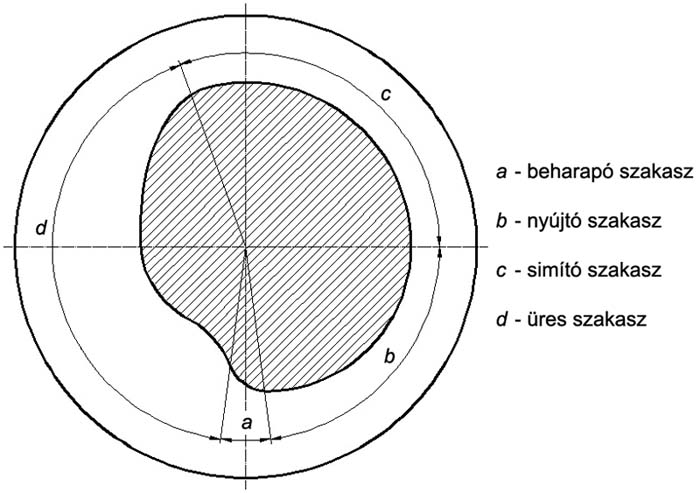
A pilgerhenger zónái

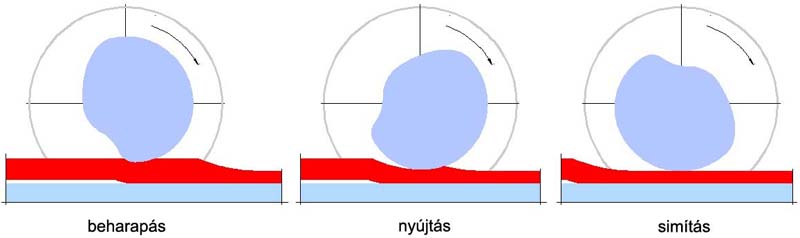
A pilgerhengerlés fázisai

Ezt a módszert is a Mannesmann testvérek fejlesztették ki 1890-ben Chomutovban. Az eljárással a vastag falú nyerscsőből egyetlen hengerlési menetben kész minőségű, vékony falú csövet lehet előállítani.
A pilgerhengerlés periodikus jellegű alakító eljárás. A cső haladási iránya és a cső alakításának iránya ellentétes, hengerlés közben a cső előre-hátra mozog. A cső belső átmérőjét hengeres tüske biztosítja. Az alakító hengerpár speciális üregezéssel rendelkezik, profiljának jellemző szakaszai:
- beharapó szakasz: az alakítás kezdete;
- nyújtó szakasz: a henger fenékgörbéjének sugara növekszik, ennek következtében az üreg sugara csökken, a szakasz központi szögértéke 65–90°;
- simító szakasz: az üreg fenékgörbéjének a sugara állandó, a központi szög valamivel nagyobb, mint a nyújtó szakaszé;
- üres szakasz: itt alakváltozás nem történik, a cső – miközben tengelye körül 90°-ot fordul – visszafelé mozog, biztosítva a következő alakítási művelethez az előtolást.

A pilgerhengerlés meglehetősen bonyolult mozgásrendszerét – a hengereken kívül – egy speciális berendezés, az „etető készülék” biztosítja. Az etető készülék jellemző munkafázisai:
- a hengerlés közben hátratolt darab és tüske lefékezése (léghengerrel),
- az üresjárati szakaszban a cső-tüske egység előrelökése (sűrített levegővel),
- előrelökés közben a darab elfordítása a hossztengelye körül 90°-kal,
- az előrelökés végén a mozgó tömegek lefékezése (vízfékkel),
- az egész hengerlési folyamat során az előtolás biztosítása (hidraulikus hengerrel).

## Ehrhardt-féle csőgyártás
Az Ehrhardt-féle csőgyártás lyukasztó fázisa nem hengerlés jellegű művelet, és a nyújtó alakítás sem a klasszikus hengerlési műveletre hasonlít, tolással végzik. A kiinduló darab általában négyzetszelvényű buga.

### Kitöltő lyukasztás

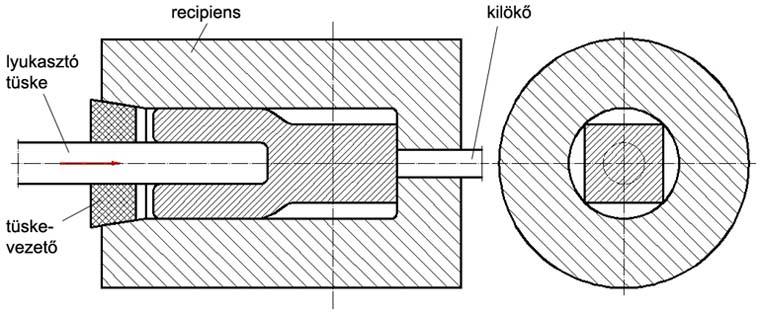
A kitöltő lyukasztás elve

A négyzetes bugát kör szelvényű recipiensbe (felvevőbe) helyezik, majd lyukasztótüskével üreget alakítanak ki benne. Az eljárás kitöltő jellegű lyukasztás, ami azt jelenti, hogy a lyukasztáskor elszorított anyagmennyiség hozzávetőlegesen a buga négyzet- és a felvevő körszelvénye közötti „üres” helyet foglalja el. A darab magasságirányú emelkedése csekély.
A kitöltő lyukasztással egy vastag falú és fenékkel rendelkező nyerscsövet (ún. „poharat”) állítanak elő, amit tolással alakítanak csővé. 
A kitöltő lyukasztást álló vagy fekvő hidraulikus sajtón végzik. A lyukasztási művelet végén a pohár eltávolítását kilökő szerkezet végzi.

### Ehrhardt-féle csőtoló eljárás

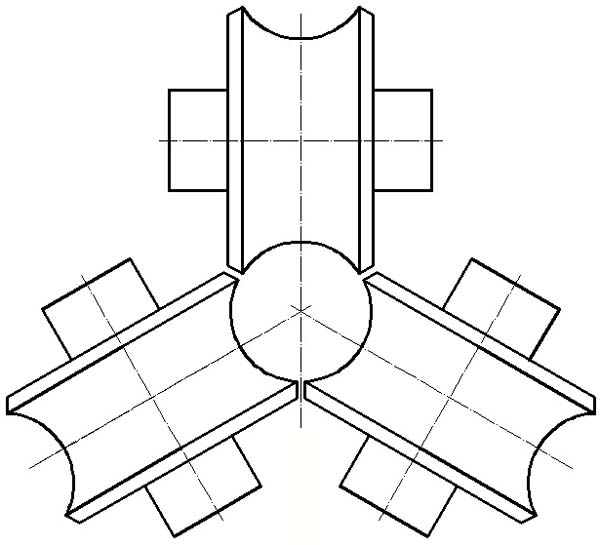
Tolópadi háromgörgős kaliber

A módszer lényege az, hogy a kitöltő lyukasztással előállított „poharat” tüskére húzzák, majd az egészet fokozatosan csökkenő kaliberű görgősoron tolják át. A cső belső átmérőjét a tüske adja, a falvastagság csökkenését pedig az egyre kisebb átmérőjű kaliberek biztosítják. Az alkalmazható fokozatok számát az alakításhoz szükséges tolóerő befolyásolja, ez ugyanis nem érheti el az acél folyáshatárát, ellenkező esetben csőszakadás következik be. Az eredeti módszer szerint a falvékonyítást kúpos húzószerszámok segítségével végezték, de az 1930-as években a csepeli csőgyárban bevezették a görgők alkalmazását, amivel – a súrlódás csökkenése révén – a tolóerő csökkenését, egyben több tolási fokozat alkalmazhatóságát érték el. Az alkalmazott egységek száma 15–22.
Egy blokkban három görgő helyezkedik el, egymáshoz képest 120°-kal elfordítva. Az egymást követő fokozatok görgőházaiban a görgőállásokat 60°-kal elfordítva helyezik el. A görgősoron áttolt cső végén zárt fenék van (ez teszi lehetővé a tolást, mert erre támaszkodik fel a tüske vége), amit a tüske kihúzása után lefűrészelnek.
A csőtolást csőtolópadon, egy fogasléces elven működő gépen végzik. A tolópad részei:
- a fogasléces hajtómű,
- a fogasléchez erősített tolórúd,
- görgősor.

## Egyéb képek

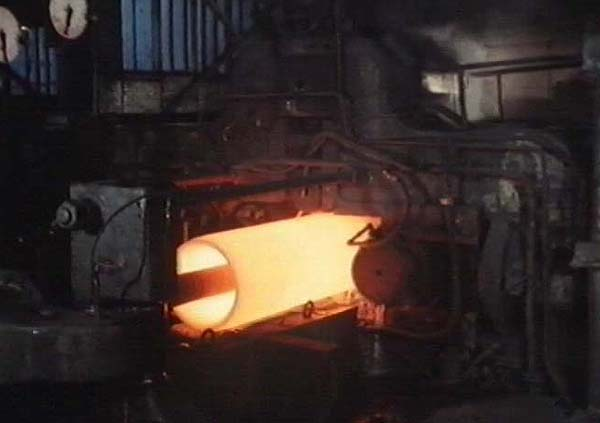
Lyukasztó ferdehengersorból kifutó cső
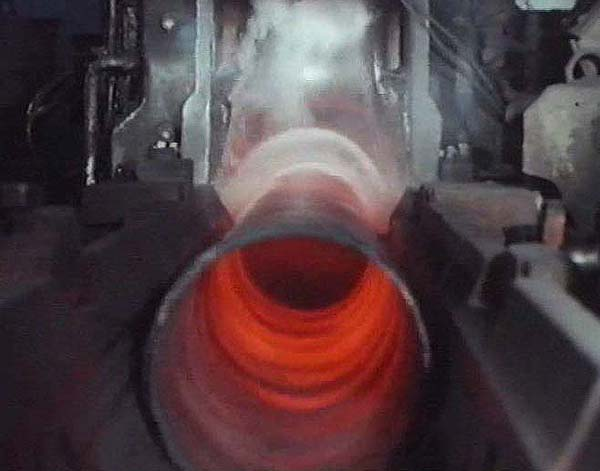
Pilgerhengersorból kifutó cső